# روابط ایران و هند در عهد باستان
مردم ایران و هند در طول تاریخ حتی پیش از ورود اقوام آریایی به فلات ایران و سرزمین هند با یکدیگر ارتباط داشتند و روابط هند و ایران در عهد باستان روابط نزدیکی بوده‌است.
هندوستان و کناره‌های اقیانوس هند از روزگاران کهن، جایگاه ویژه ای در عرصه‌های سیاسی، اقتصادی و نظامی ایران داشته‌است. با پیدایش نظام‌های سیاسی در بین‌النهرین باستان و تمدن‌های اولیة ی ایران، نقش این حوزة استراتژیک در تحولات اقتصادی جهان آشکارتر شد.
یافته‌های باستان‌شناسی در هند، مشابه آثاری است که باستان شناسان در فلات ایران و در بین‌النهرین به دست آورده‌اند که این کشف حکایت از آن دارد که ساکنان هند و ایران پیش از مهاجرت آریایی‌ها نیز با همدیگر ارتباط داشته‌اند. حکاکی‌هایی از تمدن دره سند در موهنجودارو وجود دارد که با حکاکی‌هایی در شوش کامل تطابق داشته و یکسانند.
شواهدی موجود است که از سده ۷ پیش از میلاد میان ایرانیان و هندیان پیوندهای بازرگانی برقرار بوده‌است و اینکه هندیان نه‌تنها با ایرانیان چه‌بسا با مردم بابل هم از راه خلیج‌فارس در تماس بوده و کالاهای بازرگانی خود را با آنها داد و ستد می‌نمودند. با کشف آثار باستانی موهنجودارو و هاراپا در هند و همانند آن در ایران در شهر سوخته، درستی این گفته تا حد فراوانی تأیید شده‌است. در ریگ ودا کتاب مقدس هندوان و یادگار دوران باستانی ودائی، دربارهٔ ایران و از پارتی‌ها با کلمه‌ای بنام (پارتاوا) یادشده است. طرح‌ها و نقش‌های جانوران، ابزارهای شکار، تزئینات و کنده‌کاری‌ها در آثار باستانی جیرفت نشان‌دهنده تعامل این تمدن با تمدن سومری و بین‌النهرین است. سومریها آرتتا را دروازهٔ بازرگانی با تمدن هاراپا (هند باستان) می‌نامیدند و تمدن آراتتا دروازهٔ بازرگانی سومر با تمدن هاراپا (هند باستان) بود.

## ژن‌های آسیای غربی در شمال هند
تحقیقات باستان‌شناسی اخیر بر اساس نمونه‌های DNA جمع‌آوری شده از سایت هاراپان رخیشاپور نشان می‌دهد که مهاجرت از آسیای غربی به شمال هند در اوایل ۱۲۰۰۰ سال پیش رخ داده‌است، و تبادلات فرهنگی تا حدود ۲۰۰۰ سال بعد نیز در حجم زیاد وجود داشته‌است.

## هخامنشیان
ساتراپی هندوش که در کتیبه‌های هخامنشی از آن ذکر رفته‌است، تا بخش جنوبی دره سند و در پاکستان کنونی گسترده بود و یکی از استان‌های امپراتوری هخامنشی بود.

## بودا
بنابر روایت منابع تاریخ چینی، اولین مبلغان روحانی بودائی که به چین مهاجرت کردند پارسی بودند.

## روابط ایران و هند در عصر پارتیان
پارتیان (اشکانیان) (۲۲۶–۲۵۰ ق. م) حکومتی بودند که مناطقی وسیعی شامل ایران، عراق امروزی، آذربایجان، ارمنستان و گرجستان و قفقاز، شرق ترکیه، شرق سوریه، افغانستان، پاکستان، سواحل خلیج‌فارس، کویت، امارات متحده عربی، عربستان سعودی و بحرین را تحت قلمرو خویش داشتند، این دوره هم‌زمان با حکومت موریا و کوشانیان در هند است. تجارت در عصر پارتیان بسیار گسترش پیدا کرد و سکه‌های اشکانی خیلی فراتر از مرزهای باستانی آنها به‌دست‌آمده‌است. پارتیان کنترل جاده‌های تجاری بین شرق و غرب، جاده ابریشم و جاده شاهی را در دست داشتند. این کنترل موجب افزایش قدرت و ثروت اشکانیان شده بود.

## روابط بازرگانی میان ایرانیان و هندیان

### میمون رزوس شهر سوخته
یک ماکاک رزوس جوان - حدوداً پنج ساله در هنگام مرگ - طبق همان شیوه‌های تشییع‌جنازه که برای نوزادان انسان استفاده می‌شد در قبرستانی در شهر سوخته دفن شده‌است و یک ظرف (مانند پیالهٔ آب) مخصوص مایعات که در آن زمان به‌عنوان یکی از هدایای تدفین در کنار متوفا دفن می‌شد نیز در این گور هم یافت شد که نشان می‌دهد که محتمل درواقع می‌توان گفت این میمون، با تشریفات انسان‌ها خاک شده بوده‌است. این نوع میمون در پوشش جانوری ایران وجود نداشته‌است، و این نوع میمون، از شرق هندوستان و چین به ایران آورده شده بوده‌است. اینجا می‌توان به سلسله ارتباطاتی که شهر سوخته در آن زمان با شمال هندوستان داشته‌است رسید. در آن زمان ازآنجا چوب آبنوس وارد می‌شده‌است، و ظروف سفالی تبادل می‌شده‌است و اکنون مشخص شده‌است که یک میمون از آن منطقه به ایران آورده شده بوده‌است.

### طلا
یکی از وقایعی که در تاریخ رخ می‌داد این می‌بود که بعد از تسخیر هند طلاهای زیادی از سوی هند به سمت ایران ارسال می‌شده‌است.